# Nerium mascatense
Nerium mascatense är en oleanderväxtart som beskrevs av A. Dc.. Nerium mascatense ingår i släktet oleandrar, och familjen oleanderväxter. Inga underarter finns listade i Catalogue of Life.